# Berceni (Prahova megye)
Berceni község és falu Prahova megyében, Munténiában, Romániában. A hozzá tartozó települések: Cartierul Dâmbu, Cătunu, Corlătești és Moara Nouă

## Fekvése
A megye déli részén található, a megyeszékhelytől, Ploieștitől, kilenc kilométerre keletre, a Teleajen folyó jobb partján.

## Története
1889-ben a község Prahova megye Cricovul járásához tartozott és Berceni valamint Cătunu falvakból állt, 712 lakossal. A község tulajdonában volt egy 1893-ban megnyitott iskola valamint egy 1891-ben felszentelt templom. 
Ezen időszakban Moara Nouă falu Ploieștiori községhez tartozott, Târgușorul járásban, Corlătești pedig községközpont volt Crivina járásban, 431 lakossal valamint egy 1792-ben épült templommal.
Az első világháború után Berceni községet a Ploiești járásba helyezték át. 1925-ös évkönyv szerint Berceni községet megszüntették és Corlătești községhez csatolták, viszont Berceni lett ezen községnek is a központja, mely Berceni, Cătunu, Corlătești és Ghighiu falvakból állt, 1986 lakosa volt.
1931-ben Corlătești és Berceni ismét különváltak és ekkor csatolták Moara Nouă falut Berceni községhez.
1950-ben közigazgatási átszervezés alapján, mindkét községet a Prahova-i régió Ploiești regionális városához csatolták, majd 1952-ben a Ploiești régióhoz helyezték át őket. 
1968-ban ismét megyerendszert vezettek be az országban, Berceni község a Ploiești municípium irányítása alá került, az ismételten létrehozott Prahova megyén belül. Corlătești községet megszüntették és Berceni irányítása alá helyezték, akárcsak Cartier Dâmbu falut. 
1981-ben Berceni-hez hasonlóan, a többi municípiumokhoz tartozó községeket is, ismét önálló községi rangra emelték,

## Lakossága
| Nemzetiségek | 2002 | 2002   |
| ------------ | ---- | ------ |
| Románok      | 6080 | 99,88% |
| Németek      | 4    | 0,06%  |
| Magyarok     | 1    | 0,01%  |
| Romák        | 1    | 0,01%  |
| Egyéb        | 1    | 0,01%  |
| Összesen     | 6087 | 100,0% |

## Látnivalók
- „Sfântul Nicolae și Eustație Plachide” ortodox templom - 1792-ben épült.